# Karielskaja Musznia
Karielskaja Musznia (ros. Карельская Мушня) – wieś w Rosji, w rejonie czerepowieckim obwodu wołogodzkiego. W 2010 liczyła 25 mieszkańców.